# Uwe Albrecht (Kunsthistoriker)

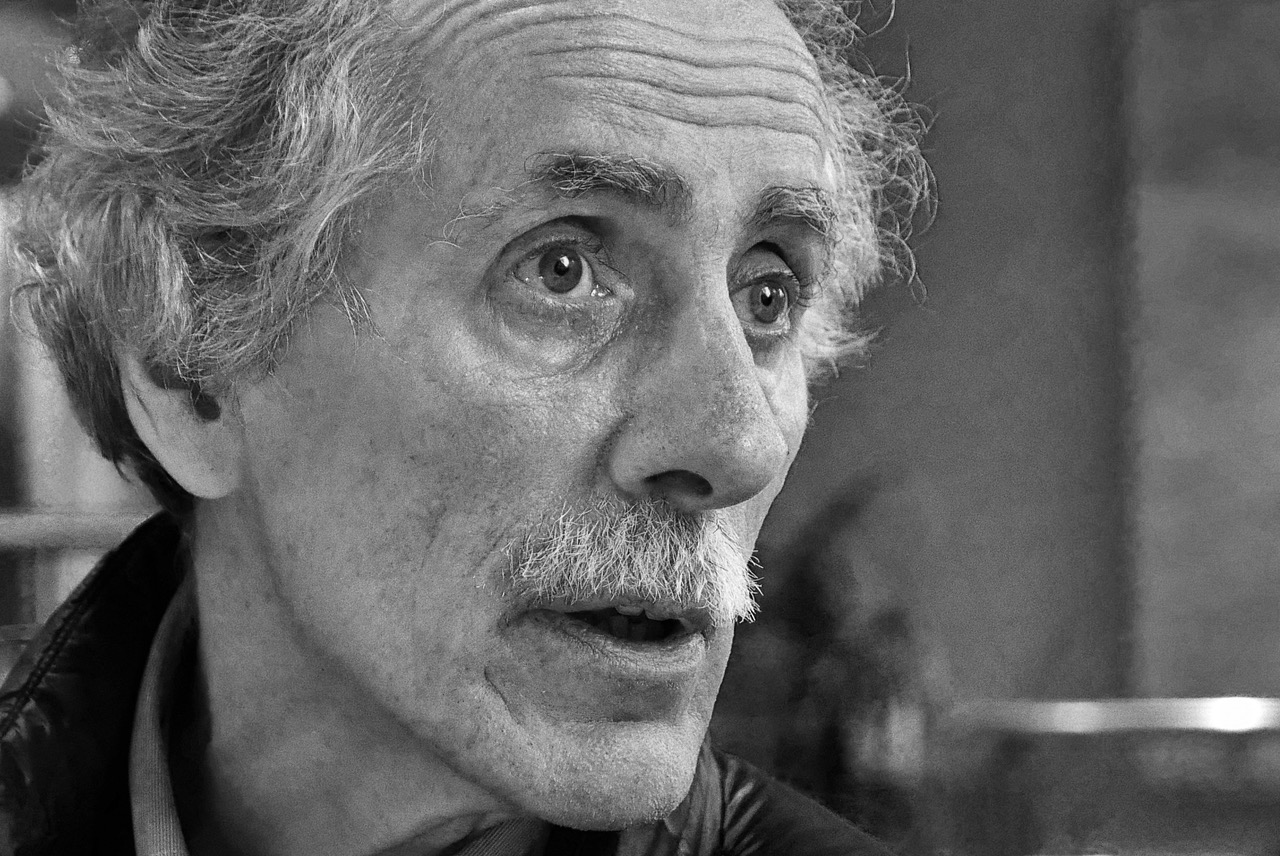
Uwe Albrecht, 2016

Uwe Albrecht (* 30. August 1954 in Kiel) ist ein deutscher Kunsthistoriker.

## Leben
Uwe Albrecht studierte Kunstgeschichte, Klassische Archäologie und Ur- und Frühgeschichte an der Universität Kiel, der Universität Poitiers und der Universität Frankfurt, wo er 1982 mit einer Dissertation über französische spätmittelalterliche Schlossbaukunst zum Dr. phil. promoviert wurde. Er war zunächst wissenschaftlicher Mitarbeiter am Kunsthistorischen Institut der Universität Kiel und habilitierte sich dort 1989. Seit 1991 lehrte er zunächst als Privatdozent, von 1995 bis 2016 als außerplanmäßiger Professor an der Universität Kiel.
Die eigene Forschung gilt vor allem der Architektur und Kunst des Mittelalters und der frühen Neuzeit. Seit 1990 betrieb Albrecht ein Langzeitprojekt der Grundlagenforschung zur mittelalterlichen Holzskulptur und Tafelmalerei in Schleswig-Holstein. Als Arbeitsergebnis entstand der auf acht Bände angelegte Corpus der mittelalterlichen Holzskulptur und Tafelmalerei in Schleswig-Holstein (1200–1535), von dem seit 2005 drei Bände zu den Beständen in Lübeck und auf Schloss Gottorf und zwei weitere Bände zu den Objekten in den Schleswiger Landesteilen erschienen sind. Von 2005 bis 2010 baute Albrecht gemeinsam mit dem Bereich Archäologie und Denkmalpflege der Hansestadt Lübeck eine Onlinedatenbank zur Wand- und Deckenmalerei in Lübecker Häusern von 1300–1800 auf, in der alle bekannten Wand- und Deckenmalereien in über 400 Häusern der Lübecker Altstadt erfasst und soweit möglich bildlich dokumentiert wurden, um der Lübecker Denkmalpflege und der Forschung als Arbeitsmittel zu dienen und der interessierten Öffentlichkeit Einblick in die sonst verschlossenen Innenräume des Flächendenkmals Lübecker Altstadt als UNESCO-Weltkulturerbe zu gewähren.

## Schriften (Auswahl)
Herausgeberschaft
- mit Hans Günter Andresen: Altstadt-Erneuerung in Kappeln. Kappeln 1982.
- mit Jan von Bonsdorff, A. Henning: Figur und Raum. Mittelalterliche Holzbildwerke im historischen und kunstgeographischen Kontext. Reimer, Berlin 1994.
- mit A. Feiler: Stadtarchäologie in Kiel. Ausgrabungen nach 1945 in Wort und Bild. Neumünster 1996.
- mit Hartmut Krohm, Matthias Weniger (Hrsg.): Malerei und Skulptur des späten Mittelalters und der frühen Neuzeit in Norddeutschland. Künstlerischer Austausch im Kulturraum zwischen Nordsee und Baltikum. Berlin 2004.
- Corpus der mittelalterlichen Holzskulptur und Tafelmalerei in Schleswig-Holstein
  - Band I: Hansestadt Lübeck – Sankt Annen-Museum. Kiel 2005.
  - Band II: Hansestadt Lübeck. Die Werke im Stadtgebiet. Kiel 2013.
  - Band III: Schleswig. Stiftung Schleswig-Holsteinische Landesmuseen auf Schloss Gottorf. Kiel 2016.
  - Band IV.1: Die Kirchen im Landesteil Schleswig. Aventoft bis Nordhackstedt. Kiel 2019.
  - Band IV.2: Die Kirchen im Landesteil Schleswig. Odenbüll bis Wyk auf Föhr. Kiel 2019.
- mit Christine Katzke: Mikroarchitektur im Mittelalter. Ein gattungsübergreifendes Phänomen zwischen Realität und Imagination. Kratzke Verlag, Leipzig 2008.
- mit Bernd Bünsche: Das Landkirchener Retabel im Schleswig-Holsteinischen Landesmuseum Schloß Gottorf. Retabelkunst um 1400 in Norddeutschland. Ludwig, Kiel 2008.
- mit Ulrike Nürnberger: Palmarum 1942. Neue Forschungen zu zerstörten Werken mittelalterlicher Holzskulptur und Tafelmalerei aus der Lübecker Marienkirche. Ludwig, Kiel 2012.
- mit Anu Mänd: Art, Cult and Patronage: Die Visuelle Kultur im Ostseeraum zur Zeit Bernt Notkes. Ludwig, Kiel 2013, ISBN 978-3-86935-184-1.
- mit Ulrike Nürnberger und Elina Räsänen: Meister Francke „revisited“. Auf den Spuren eines Hamburger Malers (= Edition Mare Balticum. Band 1). Michael Imhof Verlag, Petersberg 2017.

Monographien und Aufsätze
- Von der Burg zum Schloß. Französische Schloßbaukunst im Spätmittelalter. Worms 1986.
- Der Adelssitz im Mittelalter. Studien zum Verhältnis von Architektur und Lebensform in Nord- und Westeuropa. München/Berlin 1995.
- Frührenaissance-Architektur in Norddeutschland und Dänemark (1530-1570). In: Nordelbingen  66 (1997), S. 25–47.
- Fürstliche Mausoleen und Grabmäler der Renaissance in Norddeutschland und Dänemark. In: Lutz Unbehaun (Hrsg.): Die Künste und das Schloß in der frühen Neuzeit (= Rudolstädter Forschungen zur Residenzkultur. Band 1). München/Berlin 1998, S. 111–130.
- Der Renaissancebau des Celler Schlosses. Zur Genese des Zwerchhauses und zum Bildprogramm der Fassaden des 16. Jahrhunderts (= Celler Beiträge zur Landes- und Kulturgeschichte. Schriftenreihe des Stadtarchivs und des Bomann-Museums. Band 32). Celle 2003.
- Frühneuzeitliche Residenzarchitektur zwischen Weser und Elbe. Erscheinungsbild, Geschichte, Funktion. In: Michael Bischoff, Hillert Ibbeken (Hrsg.): Schlösser der Weserrenaissance. Castles of the Weser Renaissance. Stuttgart/London 2008, S. 14–21.
- Architektur und Kunst schleswig-holsteinischer Klöster des Mittelalters. In: Oliver Auge, Katja Hillebrand (Hrsg.): Klöster, Stifte und Konvente nördlich der Elbe (= Quellen und Forschungen zur Geschichte Schleswig-Holsteins. Band 120). Neumünster 2013, S. 217–245.
- Mikroarchitektur im Wandel am Beispiel norddeutscher und dänischer Werke des 13. bis 15. Jahrhunderts. Ein gattungsübergreifendes Phänomen? In: Christoph Stiegemann (Hrsg.): Gotik. Der Paderborner Dom und die Baukultur des 13. Jahrhunderts in Europa. Ausstellungskatalog. Petersberg 2018, S. 344–356.